# The King of Fighters '99
The King of Fighters '99 är ett fightingspel utgivet 1999 av SNK till Neo Geo som arkadspel och konsolspel. Spelet är det sjätte i serien The King of Fighters.  Spelet porterades även till Neo Geo CD och Playstation, två konsoler till vilka spelet var det sista i serien. Sega Dreamcast- och Microsoft Windows-varianten hette The King of Fighters '99 Evolution.

## Handling
Nya och gamla ansikten dyker upp i turneringen, men något står inte rätt till.